# Száz ezred harca
A száz ezred harca (kínaiul: 百團大戰) a második kínai–japán háború egyik összecsapása volt 1940 augusztusa és decembere között. Habár a hadművelet kínai győzelemmel végződött, és a kommunista erők ideiglenesen jelentős területeket vontak ellenőrzésük alá, nem bírt döntő befolyással a háború menetére.

## Előzmények
1937-ben, a japán csapatok támadását követően kitört a második kínai–japán háború. A konfliktus kezdeti időszakában a japánok gyorsan haladtak előre, nagy területet hajtva uralmuk alá, az 1939-es év folyamán azonban több súlyos vereséget is elszenvedtek a Csang Kaj-sek (Jiang Jieshi) vezette Nemzeti Forradalmi Hadseregtől. A japán vereség felbátorította Csang Kaj-seket (Jiang Jieshit), aki 1939 telén offenzívát indított a japánok visszaszorítására, de vereséget szenvedett.
A kínai nacionalista csapatok vereségét követően a japánok megközelítőleg 109 kisebb hadműveletet indítottak a Hopej (Hebei) és Santung (Shandong) tartományokban tevékenykedő kommunista partizánok ellen. A kommunista ellenállók szorongatott helyzete és a Kuomintang (Guomindang) részéről érkező kritika, miszerint a kommunista erők nem járulnak hozzá elegendő mértékben a japánok ellen folytatott háborúhoz, hanem kizárólag a saját befolyási területük kibővítésén munkálkodnak, ahhoz vezetett, hogy 1940 elején a kommunista katonai vezetők megkezdték egy észak-kínai offenzív hadművelet előkészítését.

## A hadművelet
1939 decemberében a kínai kommunista csapatok hozzávetőlegesen 88 000 főből álltak, ezt a számot 1940 nyarára - önkéntesekből - körülbelül 400 000 főre sikerült felduzzasztani, akiket 115 ezredbe osztottak be. A számottevő létszámnövekedésnek köszönhetően a kommunista erők főparancsnoka, Csu Te (Zhu De) 1940 augusztusában úgy gondolta, hogy elérkezett az idő egy észak-kínai hadművelet megindításához. A kommunista csapatok Peng Tö-huaj (Peng Dehuai) parancsnoksága alatt augusztus 20-án lendültek támadásba, elsőként vasútvonalakat támadva meg Hopej (Hebei), Santung (Shandong) és Sanhszi (Shanxi) tartományokban, elpusztítva közel 970 km vasutat, valamint hat hónapra működésképtelenné tették a japán ipar számára fontos Jingszing (Jingxing) körzeti szénbányát. 1940 szeptemberétől a japán helyőrségek ellen indítottak heves támadást, kezdetben jelentős sikereket érve el, de a kínai támadás 1940 decemberére kifulladt, a japánok heves ellenállásának köszönhetően.
A japánok válasza a kommunista offenzívára nem sokat váratott magára: 1940 decembere folyamán visszafoglalták az elfoglalt (és használhatatlanná tett) vasútvonalak nagy részét, az azokat körülvevő településeken pedig nagyszabású razziákat tartottak, több helybéli civilt kivégezve a kommunista csapatok támogatásának vádjával.
1941 júliusában a japán Észak-Kína Körzeti Hadsereg főparancsnokává Okamura Jaszudzsit nevezték ki, akinek a nevéhez fűződik a három pusztítás taktikájának bevezetése ("mindent felgyújtani, mindenkit megölni, mindent elrabolni"), a kommunista erők megtörésének céljával. Egyes becslések szerint a taktika alkalmazása 2,7 millió kínai halálát okozta.